# Cosimo Rosselli
Cosimo Rosselli (Florence 1439 - aldaar, 7 januari 1507) was een Italiaanse renaissanceschilder uit het quattrocento die voornamelijk in zijn geboortestad Florence actief was.
Rosselli zou volgens verschillende documenten in zijn vroege jaren, tussen 1453 en 1456, in de studio van Neri di Bicci hebben gewerkt. Naast zijn leermeester was ook Benozzo Gozzoli een inspiratiebron. Vanaf 1459 wordt hij genoemd als zelfstandig kunstenaar, en zijn eerste bekende werken zijn de fresco's in de Salutatikapel in de kathedraal van Fiesole die stammen uit 1462-1466. In 1481 reisde hij naar Rome om te assisteren bij het decoreren van de Sixtijnse Kapel.
Zijn belangrijkste werk is echter het fresco van het wonderlijke sacrament in de Sant'Ambrogio in Florence uit 1485. In de laatste jaren van zijn leven vervaardigde hij degelijke, maar weinig vernieuwende altaarstukken. Een voorbeeld hiervan is de Madonna met kind en heiligen in de Accademia te Florence.
Bekende leerlingen van Rosselli waren Fra Bartolommeo en Piero di Cosimo.
Volgens Giorgio Vasari hield Rosselli zich bezig met alchemie. Nog volgens Vasari zou hij in 1484 in armoede gestorven zijn, maar dit kan niet juist zijn omdat bekend is dat hij in 1506 nog in leven was.
- Biblioteca Nacional de España: XX4801451
- Bibliothèque nationale de France: cb15045509c (data)
- Gemeinsame Normdatei: 119404559
- International Standard Name Identifier: 0000 0000 6635 112X
- Library of Congress Control Number: nr96006873
- Nationale Bibliotheek van Israël: 987007267096005171
- Nederlandse Thesaurus van Auteursnamen: 238473945
- RKD-Nederlands Instituut voor Kunstgeschiedenis: 68342
- SNAC: w6p575dv
- Système universitaire de documentation: 115863419
- Union List of Artist Names: 500028437
- Virtual International Authority File: 69214973
- WorldCat: E39PBJqfGVhdyvXRKrwcrdwcT3